# 1053 Vigdis
1053 Vigdis је астероид главног астероидног појаса са средњом удаљеношћу од Сунца која износи 2,616 астрономских јединица (АЈ).
Апсолутна магнитуда астероида је 12,4 а геометријски албедо 0,042.